# 驻尼泊尔外交机构列表
驻尼泊尔外交机构列表是各国在尼泊爾境内设立的使领机构名录。

## 大使館
| 国家和國際組織   | 外交机构等级 | 现任大使                                   | 递交国书       | 网址                   | 双边关系 |
| ---------------- | ------------ | ------------------------------------------ | -------------- | ---------------------- | -------- |
|                  | 大使馆       | 利恩·约翰斯顿大使                          | 尚未到任       | 澳大利亞駐尼泊爾大使館 | 雙邊關係 |
|                  | 大使馆       | 萨拉赫丁·诺曼·乔杜里大使                   | 2020年12月3日  | 孟加拉國駐尼泊爾大使館 | 雙邊關係 |
| 巴西             | 大使馆       | 卡洛斯·阿尔贝托·米夏埃尔森·登哈托格大使    | 2021年10月22日 |                        | 雙邊關係 |
| 中国             | 大使馆       | 陈松大使                                   | 2023年1月13日  | 中國駐尼泊爾大使館     | 雙邊關係 |
| 埃及             | 大使馆       | 努哈·哈姆迪·艾哈迈德·杰巴利大使            | 2021年9月30日  |                        | 雙邊關係 |
| 欧盟             | 代表團       | 韦罗妮克·洛伦索大使                        | 2023年10月5日  | 歐洲聯盟駐尼泊爾代表團 | 雙邊關係 |
| 芬兰             | 大使馆       | 里娜·里卡·海卡大使                         | 2022年10月21日 |                        | 雙邊關係 |
| 法國             | 大使馆       | 维尔日妮·科尔特瓦尔大使                    | 尚未递交       | 法国驻尼泊尔大使馆     | 雙邊關係 |
| 德国             | 大使馆       | 托马斯·海因里希·普林茨大使                 | 2021年9月30日  | 德国驻尼泊尔大使馆     | 雙邊關係 |
| 印度             | 大使馆       | 史耐恩大使                                 | 2022年6月30日  | 印度駐尼泊爾大使館     | 雙邊關係 |
| 以色列           | 大使馆       | 哈南·格德-戈尔德贝格尔大使                 | 2020年12月3日  | 以色列駐尼泊爾大使館   | 雙邊關係 |
| 日本             | 大使馆       | 菊田豊大使                                 | 2021年4月16日  | 日本驻尼泊尔大使馆     | 雙邊關係 |
| 马来西亚         | 大使馆       | 莫赫德·菲尔道斯·本·阿兹曼参赞              | 临时代办       | 马来西亚驻尼泊尔大使馆 | 雙邊關係 |
| 緬甸             | 大使馆       | 吴盛吴大使                                 | 2020年12月3日  | 缅甸驻尼泊尔大使馆     | 雙邊關係 |
| 挪威             | 大使馆       | 托伦·德拉姆达尔大使                        | 2021年9月30日  | 挪威驻尼泊尔大使馆     | 雙邊關係 |
| 巴基斯坦         | 大使馆       | 阿布拉尔·侯赛因·哈什米大使                 | 2023年6月12日  | 巴基斯坦驻尼泊尔大使馆 | 雙邊關係 |
|                  | 大使馆       | 米沙勒·穆罕默德·安萨里大使                 | 2023年9月4日   | 卡塔尔驻尼泊尔大使馆   | 雙邊關係 |
|                  | 大使馆       | 朴太永大使                                 | 2023年6月12日  | 韩国驻尼泊尔大使馆     | 雙邊關係 |
| 俄羅斯           | 大使馆       | 阿列克谢·阿列克谢耶维奇·诺维科夫大使       | 2019年8月12日  | 俄罗斯驻尼泊尔大使馆   | 雙邊關係 |
| 南亚区域合作联盟 | 代表團       | 戈拉姆·萨尔瓦尔秘书长                      | 2023年10月25日 | 南亞區域合作聯盟       |          |
| 沙烏地阿拉伯     | 大使馆       | 萨阿德·本·纳赛尔·阿布·海迈德大使           | 2022年8月26日  |                        | 雙邊關係 |
| 斯里蘭卡         | 大使馆       | 苏达尔沙纳·帕蒂拉纳大使                    | 2023年12月14日 |                        | 雙邊關係 |
| 瑞士             | 大使馆       | 达妮埃尔·莫利·蒙泰莱奥内大使               | 2023年10月5日  | 瑞士駐尼泊爾大使館     | 雙邊關係 |
| 泰國             | 大使馆       | 苏瓦蓬·西里颂大使                          | 2024年3月14日  | 泰國駐尼泊爾大使館     | 雙邊關係 |
| 阿联酋           | 大使馆       | 阿卜杜拉·赛义德·穆巴拉克·贾尔万·沙姆西大使 | 2022年12月20日 | 阿聯酋駐尼泊爾大使館   | 雙邊關係 |
| 英国             | 大使馆       | 罗布·芬恩大使                              | 2023年8月12日  | 英國駐尼泊爾大使館     | 雙邊關係 |
| 美国             | 大使馆       | 迪安·R·汤普森大使                          | 2022年10月21日 | 美國駐尼泊爾大使館     | 雙邊關係 |

- 參考資料：[39]

## 領事館
| 国家名称 | 驻地     | 协议日期 | 开馆日期 | 网址                   | 备注   |
| -------- | -------- | -------- | -------- | ---------------------- | ------ |
| 印度     | 比爾甘傑 |          |          | 印度駐比爾甘傑總領事館 | [ 40 ] |

## 非常駐外交代表機構
位於印度新德里的外交代表機構兼轄：
- 阿富汗
- 阿尔巴尼亚
- 阿尔及利亚
- 阿根廷
- 亞美尼亞
- 奥地利
- 巴林
- 白俄羅斯
- 白俄羅斯
- 不丹
- 保加利亚
- 柬埔寨
- 加拿大
- 智利
- 哥伦比亚
- 古巴
- 賽普勒斯
- 捷克
- 衣索比亞
- 斐济
- 加彭
- 希腊
- 几内亚
- 梵蒂冈
- 匈牙利
- 冰島
- 伊朗
- 伊拉克
- 冰島
- 義大利
- 约旦
- 科威特
- 黎巴嫩
- 賴索托
- 利比亞
- 立陶宛
- 盧森堡
- 馬爾他
- 模里西斯
- 墨西哥
- 摩尔多瓦
- 蒙古国
- 摩洛哥
- 莫桑比克
- 荷蘭
- 新西兰
- 奈及利亞
- 阿曼
- 巴拿马
- 秘魯
- 菲律賓
- 波蘭
- 葡萄牙
- 羅馬尼亞
- 塞爾維亞
- 塞舌尔
- 新加坡
- 斯洛伐克
- 斯洛維尼亞
- 西班牙
- 苏丹
- 瑞典
- 叙利亚
- 坦桑尼亚
- 突尼西亞
- 土耳其
- 乌克兰
- 委內瑞拉
- 越南
- 葉門
- 尚比亞
- 辛巴威

位于巴基斯坦伊斯兰堡的外交代表機構兼轄：
- 馬爾地夫

位于孟加拉国达卡的外交代表機構兼轄：
- 印度尼西亞

位于斯里兰卡科伦坡的外交代表機構兼轄：
- 斯里蘭卡

常驻纽约：
- 玻利维亚

常驻巴拿马：
- 尼加拉瓜

- 參考資料：[2][41]